# Brněnská
Brněnská (Prunus domestica 'Brněnská') je ovocný strom, kultivar druhu slivoň z čeledi růžovitých. Nese plody s fialovou slupkou, ojíněné, aromatické, vhodné pro konzum i na zpracování. Dužnina jde dobře od pecky. Plody zrají v polovině července, nejranější odrůda v ČR. Bývá řazena mezi švestky. Stará odrůda vhodná do zahrad.

## Další názvy
- Špička
- Aninka
- Berneirská
- Špendlíček modrý[1]

## Původ
Stará odrůda neznámého původu, byla pěstována již v 16. století.

## Vlastnosti
Růst bujný později slabý. Je velmi plodná, plodí až třetím rokem od výsadby  docela pravidelně. Odrůda je samosprašná. Brněnská je velmi odolná odrůda vůči mrazu, ale je vhodná spíše do teplých poloh. Plody zrají v polovině července.

## Plod
Plod malý, podlouhlý, na koncích skosený. Slupka tmavomodrá, ojíněná. Dužnina jemná, zelenožlutá, šťavnatá.